# Absolon (Film)
Absolon ist ein kanadisch-britischer Science-Fiction-Actionthriller aus dem Jahr 2003. Regie führte David Barto, das Drehbuch schrieb Brad Mirman.

## Handlung
In der nahen Zukunft. Eine Epidemie tötet einen großen Teil der Menschheit. Das aus seltenen Pflanzen hergestellte Medikament Absolon wird von einem Pharmaunternehmen unter Leitung von Murchison vertrieben, dem es große Gewinne bringt.
Ein Wissenschaftler entwickelt ein alternatives Mittel gegen die Krankheit. Er wird getötet; der Ermittler Norman Scott untersucht seinen Tod. Daraufhin wird Scott selbst von den Mitarbeitern des Unternehmens gejagt.

## Kritiken
Das Lexikon des internationalen Films schrieb, der Film habe einen „Hang zur Geschwätzigkeit“ und trage „eine vertraute Endzeitgeschichte mit bescheidenen inszenatorischen Mitteln“ vor.
Die Zeitschrift Cinema schrieb, der Film sei „schwerfällig und konfus inszeniert“. Die Handlung sei „okay“, jedoch die Darsteller wirkten „lustlos und uninspiriert“.

## Hintergründe
Der Film wurde in London, in Los Angeles und in Toronto gedreht. Seine Produktionskosten betrugen schätzungsweise 8 Millionen US-Dollar. Die Weltpremiere fand am 10. März 2003 in Großbritannien statt. Am 14. Mai 2003 wurde der Film auf den Internationalen Filmfestspielen von Cannes gezeigt. In Deutschland wurde er am 28. Oktober 2003 direkt auf DVD veröffentlicht.